# Охридско јеванђеље
Охридско јеванђеље или Охридски глагољички листови су споменик старословенског језика из 11. века. Сачувана су два пергаментна листа писана глагољицом.
На пергаменту је текст Јеванђеља по Луки 24 и делова Јеванђеља по Јовану, написан на листовима величине око 20 к 17 цм.
Листове је пронашао руски научник Виктор Григорович 1845. године у Охриду и поклонио их 1865. године, заједно са 60 словенских рукописа из његове збирке, Универзитету у Одеси. 
Јеванђеље се чува у Одеској националној научној библиотеци, а до 1930.  у библиотеци Одеског универзитета) под бројем 1/2 (532).